# Список медалістів зимових Олімпійських ігор 1980
XIII зимові Олімпійські ігри у 1980 році проходили в американському місті Лейк-Плесід. Всього в змаганнях взяли участь 1072 спортсмени з 37 країн світу. Було розіграно 38 комплектів нагород у 10 дисциплінах 6 видів спорту.

## Біатлон
| Дисципліна                    | Золото                                                                              | Срібло                                                        | Бронза                                                                                |
| Чоловіки: індивідуальна гонка | Анатолій Аляб'єв · СРСР                                                             | Франк Ульріх · НДР                                            | Ебергард Реш · НДР                                                                    |
| Чоловіки: спринт              | Франк Ульріх · НДР                                                                  | Володимир Алікін · СРСР                                       | Анатолій Аляб'єв · СРСР                                                               |
| Чоловіки: естафета 4 × 7,5 км | СРСР · Володимир Алікін · Олександр Тихонов · Володимир Барнашов · Анатолій Аляб'єв | НДР · Матіас Юнг · Клаус Зіберт · Франк Ульріх · Ебергард Реш | Західна Німеччина · Франц Бернрайтер · Гансі Естнер · Петер Ангерер · Герхард Вінклер |

## Бобслей
| Дисципліна        | Золото                                                                              | Срібло                                                             | Бронза                                                              |
| Чоловіки-двійки   | Швейцарія · Еріх Шерер · Йозеф Бенц                                                 | НДР · Бернгард Гермесхаузен · Ганс-Юрген Герхардт                  | НДР · Майнгард Немер · Богдан Музіоль                               |
| Чоловіки-четвірки | НДР · Майнгард Немер · Богдан Музіоль · Бернгард Гермесгаузен · Ганс-Юрген Герхардт | Швейцарія · Еріх Шерер · Ульріх Бехлі · Рудольф Марті · Йозеф Бенц | НДР · Горст Шенау · Роланд Ветціг · Детлеф Ріхтер · Андреас Кірхнер |

## Гірськолижний спорт
| Дисципліна                   | Золото                          | Срібло                               | Бронза                       |
| Чоловіки: швидкісний спуск   | Леонгард Шток · Австрія         | Петер Вірнсбергер · Австрія          | Стів Подборскі · Канада      |
| Чоловіки: гігантський слалом | Інгемар Стенмарк · Швеція       | Андреас Венцель · Ліхтенштейн        | Ганс Енн · Австрія           |
| Чоловіки: слалом             | Інгемар Стенмарк · Швеція       | Філ Маре · США                       | Жак Люті · Швейцарія         |
| Жінки: швидкісний спуск      | Аннемарі Мозер-Прелль · Австрія | Ганні Венцель · Ліхтенштейн          | Марі-Терез Надіг · Швейцарія |
| Жінки: гігантський слалом    | Ганні Венцель · Ліхтенштейн     | Ірене Еппле · Західна Німеччина      | Перрін Пелан · Франція       |
| Жінки: слалом                | Ганні Венцель · Ліхтенштейн     | Кріста Кінсгофер · Західна Німеччина | Еріка Гесс · Швейцарія       |

## Ковзанярський спорт
| Дисципліна             | Золото                     | Срібло                          | Бронза                       |
| Чоловіки: 500 метрів   | Ерік Гайден · США          | Євген Куликов · СРСР            | Ліувен де Бур · Нідерланди   |
| Чоловіки: 1000 м       | Ерік Гайден · США          | Гаетан Буше · Канада            | Володимир Лобанов · СРСР     |
| Чоловіки: 1000 м       | Ерік Гайден · США          | Гаетан Буше · Канада            | Фроде Реннінг · Норвегія     |
| Чоловіки: 1500 метрів  | Ерік Гайден · США          | Кай Арне Стенс'єммет · Норвегія | Тер'є Андерсен · Норвегія    |
| Чоловіки: 5000 метрів  | Ерік Гайден · США          | Кай Арне Стенс'єммет · Норвегія | Том Ерік Оксгольм · Норвегія |
| Чоловіки: 10000 метрів | Ерік Гайден · США          | Піт Клейн · Нідерланди          | Том Ерік Оксгольм · Норвегія |
| Жінки: 500 метрів      | Карін Енке · НДР           | Леа Поулос · США                | Наталія Петрусьова · СРСР    |
| Жінки: 1000 м          | Наталія Петрусёва · СРСР   | Леа Поулос · США                | Сільвія Альбрехт · НДР       |
| Жінки: 1500 метрів     | Анні Боркінк · Нідерланди  | Ріа Віссер · Нідерланди         | Сабіна Беккер · НДР          |
| Жінки: 3000 метрів     | Бйорг Ева Єнсен · Норвегія | Сабіна Беккер · НДР             | Бет Гайден · США             |

## Лижні гонки
| Дисципліна                   | Золото                                                                  | Срібло                                                                           | Бронза                                                                        |
| Чоловіки: 15 км              | Томас Вассберг · Швеція                                                 | Юга Мієто · Фінляндія                                                            | Уве Еунлі · Норвегія                                                          |
| Чоловіки: 30 км              | Микола Зімятов · СРСР                                                   | Василь Рочев · СРСР                                                              | Іван Лебанов · Болгарія                                                       |
| Чоловіки: 50 км              | Микола Зімятов · СРСР                                                   | Юга Мієто · Фінляндія                                                            | Олександр Зав'ялов · СРСР                                                     |
| Чоловіки: естафета 4 × 10 км | СРСР · Василь Рочев · Микола Бажуков · Євген Бєляєв · Микола Зімятов    | Норвегія · Ларс Ерік Еріксен · Пер Кнут Олан · Уве Еунлі · Оддвар Бро            | Фінляндія · Гаррі Кірвесніємі · Пертті Теураярві · Матті Піткянен · Юга Мієто |
| Жінки: 5 км                  | Раїса Сметаніна · СРСР                                                  | Гількка Рійгівуорі · Фінляндія                                                   | Квітослава Єріова · Чехословаччина                                            |
| Жінки: 10 км                 | Барбара Петцольд · НДР                                                  | Гількка Рійгівуорі · Фінляндія                                                   | Гелена Такао · Фінляндія                                                      |
| Жінки: естафета 4 × 5 км     | НДР · Марліс Росток · Карола Андінг · Вероніка Гессе · Барбара Петцольд | СРСР · Ніна Федорова-Балдичева · Ніна Рочева · Галина Кулакова · Раїса Сметаніна | Норвегія · Брітт Петтерсен · Анетте Бйое · Маріт Мюрмель · Беріт Еунлі        |

## Лижне двоборство
| Дисципліна                  | Золото              | Срібло                      | Бронза               |
| Нормальний трамплін / 15 км | Ульріх Велінг · НДР | Юко Кар'ялайнен · Фінляндія | Конрад Вінклер · НДР |

## Санний спорт
| Дисципліна         | Золото                        | Срібло                                 | Бронза                                 |
| Одинаки (чоловіки) | Бернгард Гласс · НДР          | Пауль Гільдгартнер · Італія            | Антон Вінклер · Західна Німеччина      |
| Одинаки (жінки)    | Віра Зозуля · СРСР            | Мелітта Зольман · НДР                  | Інгріда Амантова · СРСР                |
| Двійки             | НДР · Ганс Рінн · Норберт Ган | Італія · Петер Гшнітцер · Карл Бруннер | Австрія · Георг Флукінгер · Карл Шротт |

## Стрибки з трампліна
| Дисципліна          | Золото                     | Срібло                  | Бронза                    |
| Нормальний трамплін | Тоні Іннауер · Австрія     | Манфред Деккерт · НДР   | Не присуджувалася         |
| Нормальний трамплін | Тоні Іннауер · Австрія     | Хірокадзу Ягі · Японія  | Не присуджувалася         |
| Великий трамплін    | Йоукі Термянен · Фінляндія | Губерт Нойпер · Австрія | Ярі Пуйкконен · Фінляндія |

## Фігурне катання
| Дисципліна                | Золото                                       | Срібло                                     | Бронза                                  |
| Чоловіче одиночне катання | Робін Казінс · Велика Британія               | Ян Гоффман · НДР                           | Чарльз Тікнер · США                     |
| Жіноче одиночне катання   | Анетт Петч · НДР                             | Лінда Фратіані · США                       | Дагмар Лурц · Західна Німеччина         |
| Парне катання             | СРСР · Ірина Родніна · Олександр Зайцев      | СРСР · Марина Черкасова · Сергій Шахрай    | НДР · Мануела Магер · Уве Беверсдорф    |
| Танці на льоду            | СРСР · Наталія Лінічук · Геннадій Карпоносов | Угорщина · Христина Регеці · Андраш Шаллан | СРСР · Ірина Мойсеєва · Андрій Міненков |

## Хокей
| Золото | Срібло | Бронза |
| США Джим Крейг, · Стів Янасак, · Дейв Крістіан, · Кен Морроу, · Майк Ремзі, · Білл Бейкер, · Боб Сутер, · Джек О'Каллаген, · Марк Джонсон, · Базз Шнайдер, · Роб Маккленаген, · Марк Павелич, · Філ Веркота, · Майк Ерузіоне, · Дейв Сілк, · Джон Гаррінгтон, · Стів Крістофф, · Ніл Бротен, · Марк Веллс, · Ерік Стробла | СРСР Владислав Третьяк, · Володимир Мишкін, · В'ячеслав Фетисов, · Василь Первухін, · Олексій Касатонов, · Сергій Стариков, · Зінетула Білялетдінов, · Валерій Васильєв, · Олександр Голіков , · Володимир Крутов, · Борис Михайлов, · Сергій Макаров, · Валерій Харламов, · Віктор Жлуктов, · Олександр Мальцев, · Гелмут Балдеріс, · Юрій Лебедєв, · Володимир Голіков, · Олександр Скворцов , · Володимир Петров | Швеція Пелле Ліндберг, · Вільям Лефквіст, · Томас Юнссон, · Ульф Вейнсток, · Матс Валтін, · Томас Ерікссон, · Стуре Андерссон, · Ян Ерікссон, · Томмі Самуельсон, · Матс Ольберг, · Матс Неслунд, · Пер Лундквіст, · Лейф Гольмгрена, · Ларс Мулін, · Дан Седерстрем, · Бу Берглунд, · Гокан Ерікссон, · Леннарт Нурберг, · Бенгт Лундгольм, · Гаральд Люкнер |